# Malaysia-Tiger

Zwei Tiger im Wappen von Malaysia mit dem Wahlspruch „Einheit ist Stärke“

Der Malaysia-Tiger, malaysischer Tiger oder Jackson-Tiger (Panthera tigris jacksoni) ist eine Unterart (Subspezies) des Tigers, die in Malaysia beheimatet ist. Erst 2004 wiesen Genanalysen nach, dass es sich um eine eigenständige Unterart handelt. Davor wurden diese Tiger als Vertreter des Indochinesischen Tigers angesehen. Ein doppelter Tiger ist Bestandteil im Wappen Malaysias.

## Merkmale
Der Malaysia-Tiger hat einen dem Königstiger sehr ähnlich geformten Schädel. Die Länge der Tiere entspricht mit 255–275 cm (Männchen) und 230–255 cm (Weibchen) der des Indochinesischen Tigers. Auch das Gewicht von maximal 120 kg des Weibchens und maximal 190 kg des Männchens ist ähnlich. Das Fell des Malaysia-Tigers ist wie beim Indochinesischen Tiger rötlicher als bei anderen Subspezies dieser Art. Die Ausprägung der typischen Streifen ist schwächer, da sie für gewöhnlich kürzer und schmaler als bei anderen Unterarten sind.

## Vorkommen
Der Malaysia-Tiger kommt auf der Malaiischen Halbinsel und somit Teilen Malaysias und den äußersten südlichen Bereichen Thailands vor. Diese Unterart ist jedoch nicht in den malaysischen Bundesstaaten Sabah und Sarawak anzutreffen, die auf der Insel Borneo gelegen sind, wo Tiger in der Neuzeit nachweislich nicht heimisch waren. Lediglich ein subfossiler Zahnfund deutet darauf hin, dass einst Tiger auch Borneo besiedelten.
Laut IUCN (The IUCN Red List of Threatened Species) wird von einer Anzahl von ca. 250 freilebenden Exemplaren ausgegangen. Die Unterart gilt als „stark gefährdet“ (endangered). Gemäß Angaben der Stiftung Safe the Tiger Fund ist der Malaysia-Tiger annähernd über den gesamten Bereich Peninsular-Malaysias verbreitet; 88 % des Habitats befindet sich in den Bundesstaaten Kelantan, Pahang, Perak und Terengganu.
Die Populationszahlen des Indochinesischen Tigers muss um die des Malaysia-Tigers gekürzt werden, da bisher davon ausgegangen wurde, dass diese beiden Subspezies identisch waren und Schätzungen beziehungsweise Zählungen somit beide Populationen addierten und nur dem Indochinesischen Tiger zuordneten.

## Etymologie
Die zoologische Bezeichnung Panthera tigris jacksoni würdigt den Zoologen Peter Jackson (1983–2000, Chairman der Cat Specialist Group des IUCN). Malaysische Zoologen forderten jedoch eine Benennung der Unterart nach ihrem geographischen Verbreitungsgebiet Malaysia und schlugen Panthera tigris malayensis vor.